# قرار مجلس الأمن التابع للأمم المتحدة رقم 599
قرار مجلس الأمن التابع للأمم المتحدة رقم 599، المتخذ بالإجماع في 31 تموز / يوليو 1987، بعد التذكير بالقرارات السابقة حول الموضوع، وكذلك دراسة تقرير الأمين العام عن قوة الأمم المتحدة المؤقتة في لبنان (اليونيفيل) المعتمدة في 426 (1978)، قرر المجلس تمديد ولاية اليونيفيل لستة أشهر أخرى حتى 31 يناير 1988.
ثم أعاد المجلس التأكيد على ولاية القوة وطلب إلى الأمين العام تقديم تقرير عن التقدم المحرز فيما يتعلق بتنفيذ القرارين 425 (1978) و426 (1978).